# 60 Segundos
Gone in Sixty Seconds (br/pt: 60 Segundos) é um filme de ação americano de 2000 dirigido por Dominic Sena e escrito por Scott Rosenberg. Foi produzido por Jerry Bruckheimer e é uma reimaginação do filme de mesmo nome de H. B. Halicki lançado em 1974. O filme foi filmado em Hamilton, Ontário, Canadá e em Los Angeles e Long Beach, Califórnia.

## Sinopse

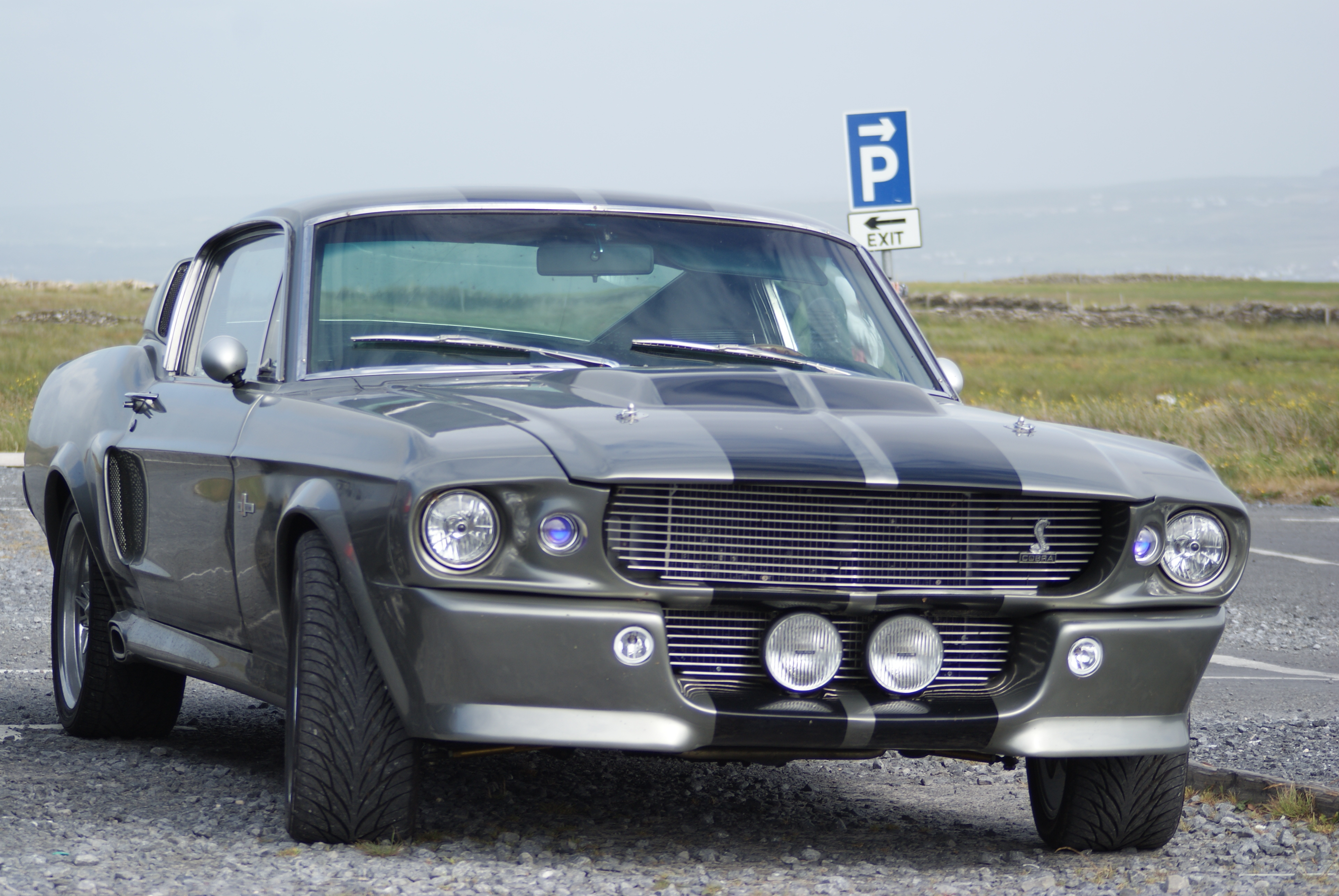
Shelby Mustang GT500 "Eleanor" -1967 utilizado no filme.

Randall "Memphis" Raines (Nicolas Cage) um lendário ladrão de carros. Nenhuma fechadura ou alarme pode pará-lo e ele consegue roubar seu carro em apenas 60 segundos. Durante anos, Memphis iludiu a polícia local, aplicando todo tipo de golpe imaginável. Mas quando o cerco ficou muito intenso, ele decidiu por largar a vida de crimes e partir para uma vida completamente diferente. Mas agora, quando seu irmão caçula (Giovanni Ribisi) está tentando seguir seus passos no mundo do assalto a automóveis, Memphis volta a agir para tentar salvar a vida de seu irmão.
Ao saber que ele tem que sair da aposentadoria para roubar 50 carros em uma noite para salvar a vida de seu irmão Kip, o ex-ladrão de carros Randall "Memphis" Raines pede a ajuda de alguns velhos amigos para montar uma equipe e realizar uma façanha aparentemente impossível. De incontáveis carros e perseguições implacáveis dos policiais, a excitação de alta octanagem é construída como Randall desvia em torno de mais do que alguns obstáculos para manter vivo Kip.

## Elenco
- Nicolas Cage .... Randall "Memphis" Raines
- Giovanni Ribisi .... Kip Raines
- Angelina Jolie .... Sara "Sway" Wayland
- Robert Duvall .... Otto Halliwell
- Delroy Lindo .... Detetive Roland Castlebeck
- Timothy Olyphant .... Detetive Drycoff
- Will Patton .... Atley Jackson
- Chi McBride .... Donny Astricky
- Vinnie Jones .... "Sphinx"
- Christopher Eccleston .... Raymond "The Carpenter" Calitri
- Scott Caan .... "Tumbler"
- T.J. Cross .... "Mirror Man"
- William Lee Scott .... Toby
- James Duval .... "Freb"
- Frances Fisher .... Junie Halliwell
- Grace Zabriskie .... Helen Raines
- Carmen Argenziano .... Detetive Mayhew
- Bodhi Elfman .... "Fuzzy" Frizzel
- Arye Gross .... James Lakewood
- Michael Peña .... Ignacio

## Recepção
O Metacritic, que usa uma média ponderada, atribuiu ao filme uma pontuação de 35 em 100, baseado em 34 críticos, indicando críticas "geralmente desfavoráveis".